# Église Saint-Michel-et-Saint-Gabriel de Sarajevo
Pour les articles homonymes, voir Église Saint-Michel-et-Saint-Gabriel.
L'église Saint-Michel-et-Saint-Gabriel (en serbe cyrillique : Црква светих Арханђела Михаила и Гаврила ; en serbe latin : Crkva svetih Arhanđela Mihaila i Gavrila) est située en Bosnie-Herzégovine, sur le territoire de la Ville de Sarajevo. Mentionnée en 1539, elle est inscrite sur la liste des monuments nationaux de Bosnie-Herzégovine.

## Localisation

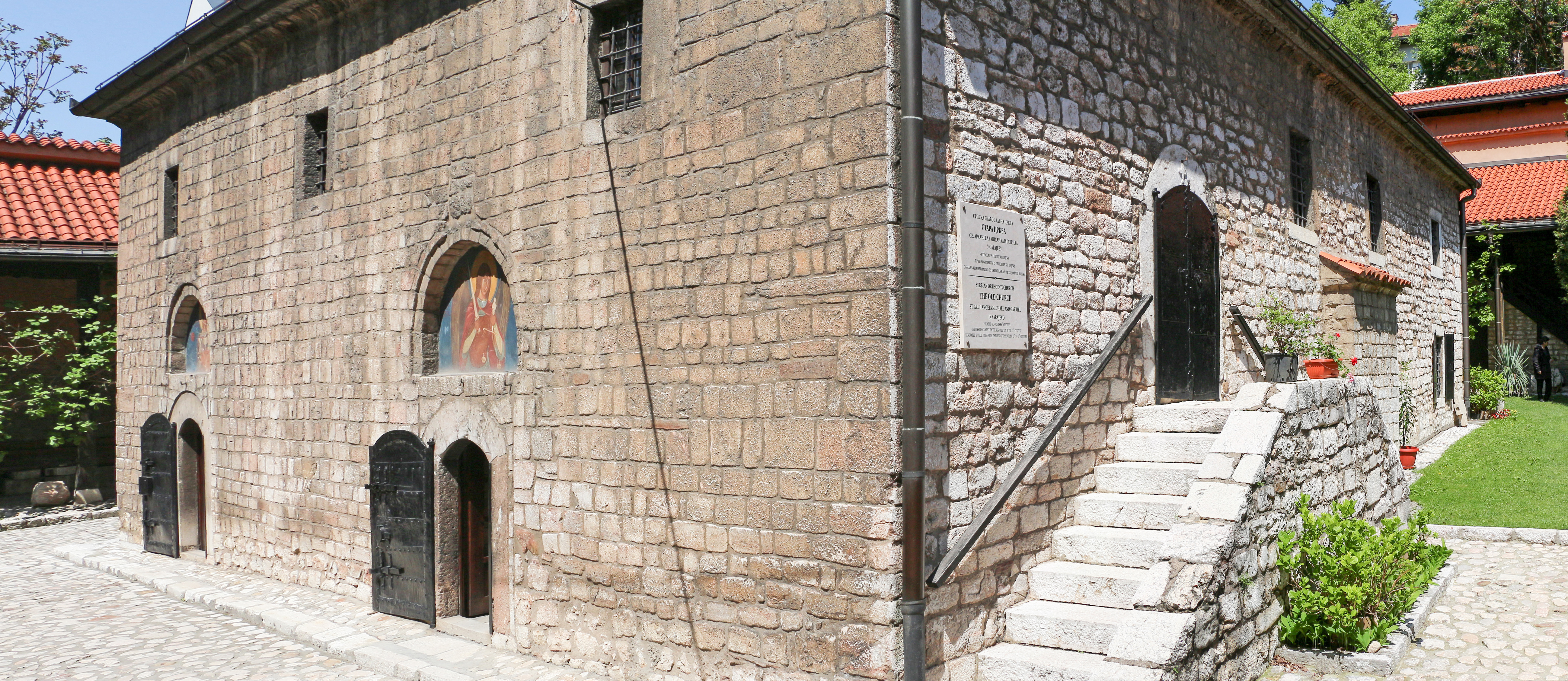
Autre vue de l'église

## Architecture

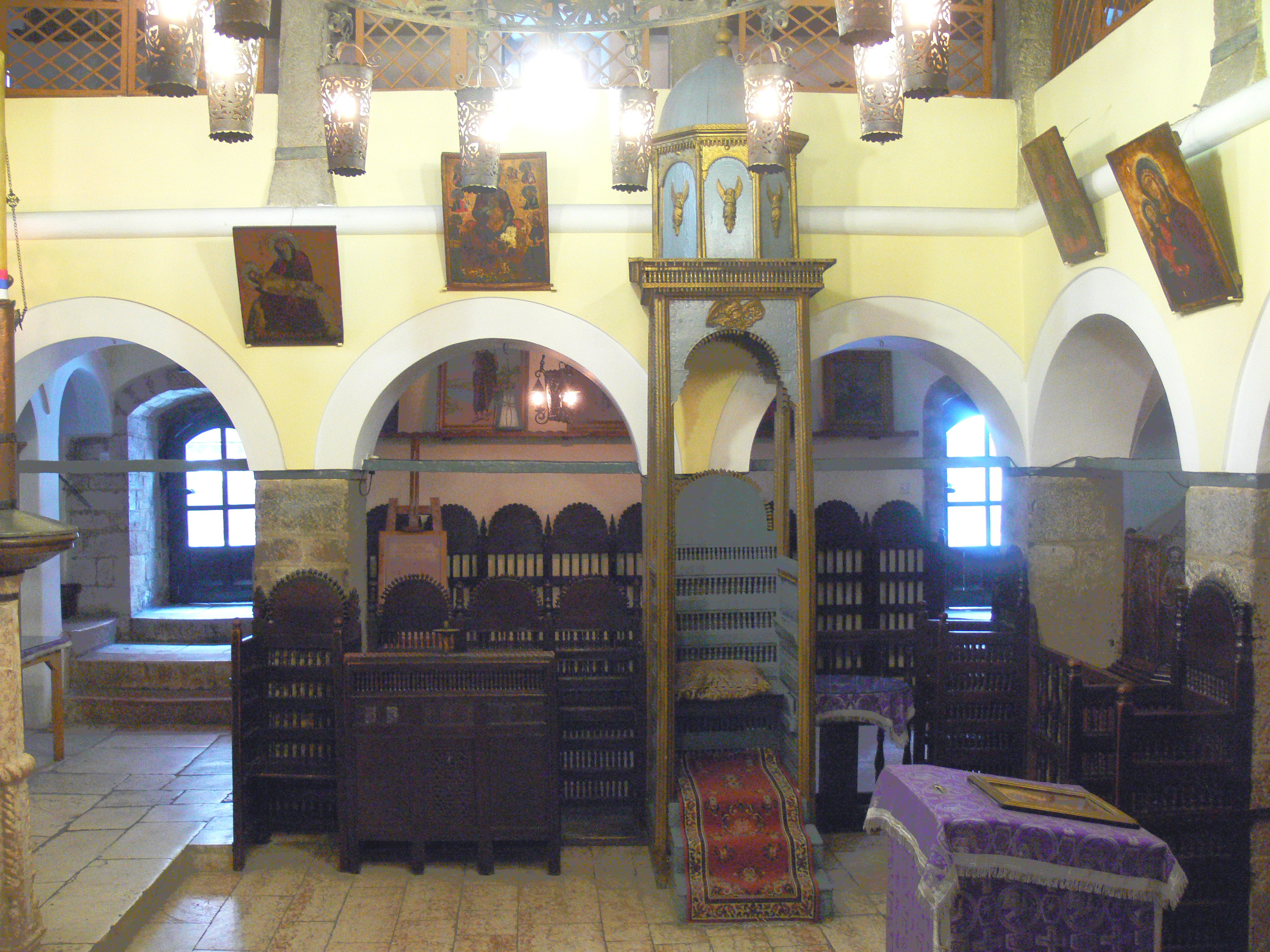
L'intérieur de l'église

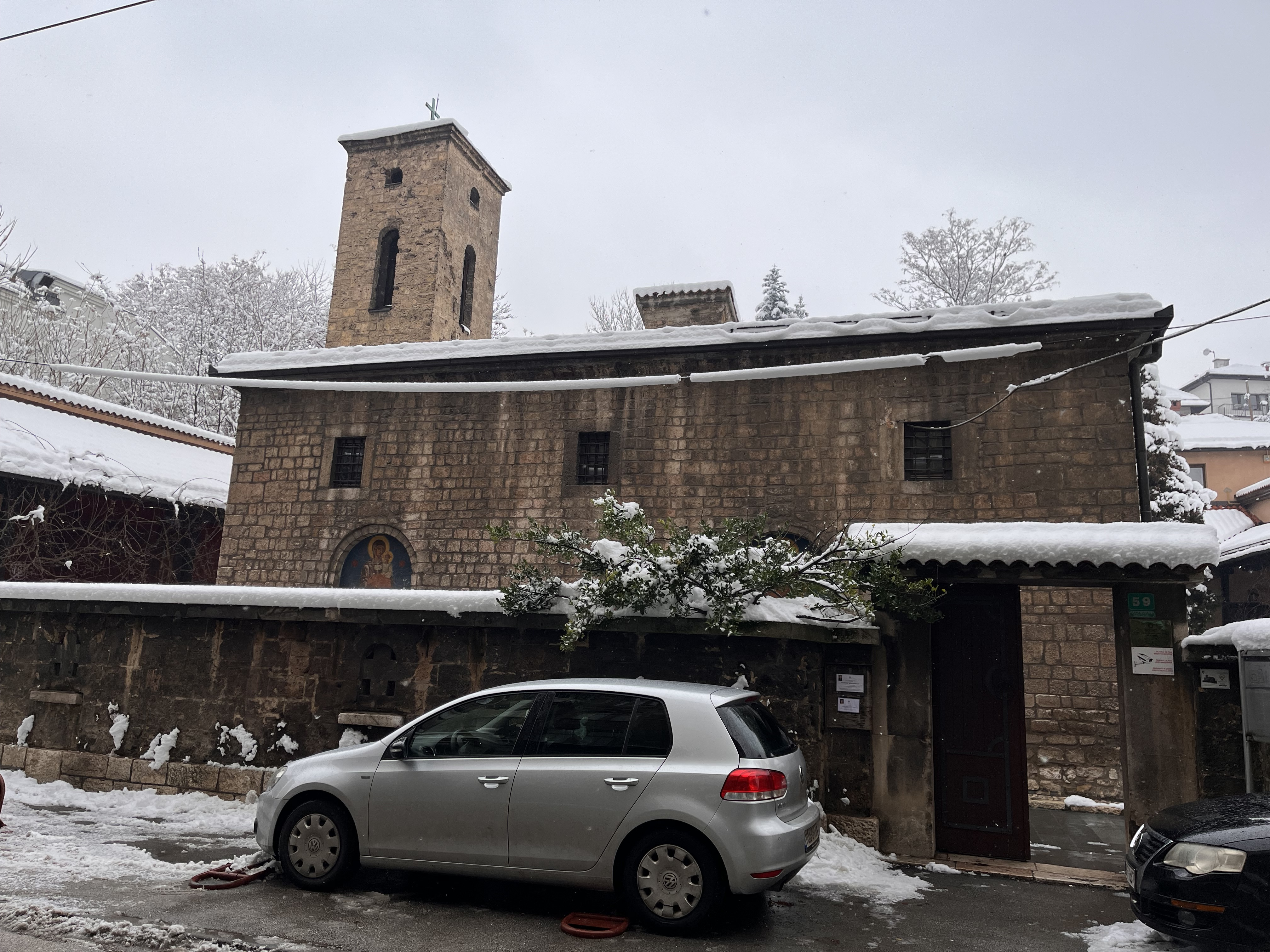
(2023)